# 王佐 (成化直隸進士)
王佐（1435年—？），字君卿，直隸大名府開州（今河南濮陽縣）人，民籍。明朝政治人物。進士出身。

## 生平
順天府鄉試第七十三名。成化八年（1472年）壬辰科會試第六十七名，殿試登進士第三甲第一百六十四名。

## 家族
曾祖父王時能。祖父王希名。父亲王宗美。